# 日本ハラスメントリスク管理協会
一般社団法人日本ハラスメントリスク管理協会（にほんハラスメントリスクかんりきょうかい、英: Japan Harassment Risk Management Association）は、職場のハラスメント対策のためのコンサルティングを提供する一般社団法人。

## 概要
2021年1月に活動を開始した。
労働施策総合推進法の2019年改正（通称 パワハラ防止法）に則り、職場のパワハラやその他ハラスメント対策の研修を実施している。また、一定基準以上の対策をしている企業の認定制度を運用している。

### メンバー
メンバーは、人事経験者、大学教員、研修講師、社会保険労務士、産業医、公認心理師などの専門家により構成されている。 
- 代表理事: 金井絵理
- 参事: 阿部淳一郎、榎本あつし、白石明彦、野崎正明
- 顧問: 永田明久

### 事業所
東京都千代田区九段南一丁目5番6号 りそな九段ビル5F